# 加藤製作所
株式会社加藤製作所（かとうせいさくしょ、英: KATO WORKS CO.,LTD.）は、日本の建設機械・特装車メーカー。

## 概要
各種クレーンが現在の主力商品で、他にも油圧ショベル、アースオーガーなどの建設機械や、除雪車、路面清掃車などの特装車の製造・販売・アフターサービスを行っている。
長らく後楽園球場や東京ドームの一塁側内野中段に「KATO」の広告が出ていたが、2000年（平成12年）限りで撤退した。
2011年（平成23年）3月期の連結売上構成は、荷役機械44 %、建設機械53 %、路面清掃車等2 %となっている。また、連結売上のセグメント別では日本製が77 %、中国製が23 %となっている）。

## 沿革
- 1895年（明治28年） - 個人事業として加藤鉄工所が創業[4]。
- 1923年（大正12年） - 内燃機関車と鉄道用モーターカーの制作に成功、鉄道省指定工場となる。
- 1935年（昭和10年） - 法人化し、株式会社加藤製作所を設立（代表取締役・加藤秀三郎[5]）[6]。
- 1938年（昭和13年） - トラクター、ロードローラー、クレーン車等の建機・特装車の生産を開始。
- 1962年（昭和37年） - 東京証券取引所市場第二部に上場。
- 1970年（昭和45年） - 東京証券取引所市場第一部に指定。
- 1980年（昭和55年） - トラック積載型クレーン「マイクレン」シリーズを発売。
- 1998年（平成10年） - 国際標準規格ISO 9000:1994（現・ISO 9001:2000）の認証を取得。
- 2004年（平成16年） - 代表取締役社長に加藤公康が就任。
- 2016年（平成28年） - IHIの子会社であったIHI建機株式会社の全株式を取得し、商号を株式会社KATO HICOMとする[7][8]。
- 2018年（平成30年） - 東京都板橋区を本拠地とするプロバスケットボールチーム「東京エクセレンス」の運営会社「株式会社TE･S」の全株式を取得し、子会社化。
- 2020年（令和2年） - 創業125周年事業として旧本社ビル跡地（現本社ビル隣接地）にビジネスホテル「ワイヤーズホテル品川シーサイド」を開業。運営は協力会社の幸手部品工業が担当する[9][10]。
- 2024年（令和6年） - 中国市場の低迷、競争の激化を理由に中国における現地生産を終了し、現地子会社、合弁会社を精算する方針を発表。[11]。

## 工場
現在、日本国内に2工場を有する。
- 茨城工場（茨城県猿島郡五霞町）

1963年操業開始。クレーン関係を生産。
- 群馬工場（群馬県太田市）

1980年操業開始。クレーン以外のパワーショベルやアースドリルなどの品目を生産。

## 内燃機関車の製造販売
最初期にはホイットコム社やプリマス社などアメリカのメーカーから輸入された産業用小型ガソリン機関車を参考として、輸入品のエンジンとフリクションドライブなどの動力伝達機構を組み合わせた構造の内燃機関車を製造した。
設計製造技術が確立された1930年代以降は、主として鋳造台枠の形状・寸法と搭載エンジンの変更による作り分けで顧客の要望に応じた自重・出力・軌間の機関車を供給する標準設計化が進み、台枠側面とボンネット前面のラジエータ上部にKATO WORKS（戦前・戦中に製造されたものの一部ではカトウとカタカナ表記された）と鋳出しで記された社名は、文字通り同社製機関車のトレードマークとなった。略称として長らくKSTを使用し、軸受カバーやカタログなどにも用いていた。
戦前・戦中は土木業界だけではなく、海軍省向け納品実績が大きな割合を占めており、海軍側の指定で社名に代えて海軍の錨マークをラジエータ上部に陽刻したそれらの機関車は、第二次世界大戦中にその大半が戦地の飛行場整備などのために南方や大陸などへ向けて発送されたが、輸送船の撃沈で目的地に届かなかったものも多かったという。
第二次世界大戦後は主として建設省（河川改修事業用工事軌道）向けで大きなシェアを獲得し、主に林野庁（森林鉄道）向けで大きなシェアを獲得していた酒井工作所と並んで日本国内の産業用小型ディーゼル機関車市場を二分する大手メーカーとして著名であった。
その作風はライバルであった酒井工作所が主たる顧客である森林鉄道の軌道条件の特殊性からF型ディーゼル機関車のように野心的な設計を試みる傾向があったのに対し、こちらは砂塵や泥などが機構部に入り込むことが当然、という厳しくかつ乱暴な使用条件にさらされる建設業界が主要顧客であったためもあり、総じて手堅く単純で平凡な設計に終始した。
この他国鉄向けの貨車移動機や、純然たる地方鉄道向けディーゼル機関車にも製造実績がある。
1960年代に入り自動車、特にダンプカーなどの大型トラックが普及すると、これらの小型内燃機関車製造事業は大打撃を受けた。そのため工事用軌道のトラックへの転換が急速に進んだ1960年代後半には機関車事業から撤退し、以後は建設機械専業へと業態転換がなされることとなった。
なお、約40年にわたって量産されたそれらの小型機関車の大半は既に廃棄・解体されて現存しないが、山形県真室川町の町営温泉施設梅里苑の敷地内で、夏季限定ながら4.8ｔディーゼル機関車の運行が行われており、車両は2008年（平成20年）2月に経済産業省の近代化産業遺産として認定されている。また、大井川鐵道のDB1形2両（8・9）が現役（車籍を抹消されており機械扱い）の他、王滝森林鉄道を筆頭とする各地の森林鉄道や建設省利根川上流工事事務所をはじめとする工事軌道等で使用されていた小型機のいくつかが記念物として保存展示されている
。海外においては、台湾の東部運材鉄道や七股塩場鉄道、布袋塩場鉄道で使用されていたものが池南国家森林遊楽区、林田山林業文化園区、南華森林公園及び台湾塩博物館、七股塩田旅遊服務中心前に保存展示されている他、花蓮県の民宿が動態保存している例があり、布袋塩場では非公開保存している。
製造終了してから年数が経過しているが、1987年（昭和62年）に「加藤製作所の機関車」、2014年（平成26年）に「加藤製作所　機関車図鑑」が、それぞれ出版されている。いずれも加藤製作所が協力している。
| 形式 | 自重 | 軌間    | 全長  | 全幅  | 全高  | 牽引力 | 走行速度          | 機関形式 | 機関定格出力 | 用途   | 備考             |
| 形式 | t    | mm      | mm    | mm    | mm    | kg     | km/h              | 機関形式 | PS/rpm       | 用途   | 備考             |
| ---- | ---- | ------- | ----- | ----- | ----- | ------ | ----------------- | -------- | ------------ | ------ | ---------------- |
| P形  | 2    | 508-762 | 2,450 | 1,104 | 1,104 | 500    | 4.9-10.7          | DA220    | 43/1500      | 坑内用 | クラッチ乾単板   |
| P形  | 4    | 508-762 | 3,200 | 1,177 | 1,600 | 1,000  | 3.3-21.2          | DA220    | 43/1500      | 坑内用 | クラッチ乾単板   |
| P形  | 5    | 508-762 | 3,429 | 1,368 | 1,994 | 1,250  | 4.3-23.6          | DA220    | 43/1500      | 林野型 | クラッチ乾単板   |
| N形  | 5    | 508-762 | 3,378 | 1,392 | 2,115 | 1,250  | 4.3-23.6          | DA220    | 43/1500      | 一般用 | クラッチ乾単板   |
| TC形 | 6    | 610-762 | 3,670 | 1,272 | 1,500 | 1,500  | 0-16.9            | KEZ1-15C | 62/1500      | 坑内用 | トルクコンバータ |
| P形  | 7    | 610-762 | 3,835 | 1,468 | 2,235 | 1,750  | 6.18-22.2         | DS70A    | 65/1200      | 一般用 |                  |
| TC形 | 10   | 610-762 | 4,568 | 1,450 | 1,800 | 2,500  | 低0-10.8 高0-21.3 | 6DB10L   | 98/1400      | 坑内用 | トルクコンバータ |
| TC形 | 10   | 1067    | 5,206 | 2,656 | 2,620 | 2,500  | 0-20.5            | 6DB10L   | 120/1800     | 入換用 | トルクコンバータ |
| TC形 | 15   | 1067    | 6,206 | 2,386 | 3,100 | 3,750  | 0-23.3            | DA59A    | 153/1800     | 入換用 | トルクコンバータ |
| TC形 | 20   | 1067    | 7,606 | 2,545 | 3,350 | 5,000  | 0-19.4            | DA59A2   | 200/1800     | 入換用 | トルクコンバータ |
| TC形 | 25   | 1067    | 7,506 | 2,645 | 3,350 | 6,250  | 低0-17.5 高0-27.5 | DMH17C   | 180/1500     | 入換用 | トルクコンバータ |

- 「建設工事用機関車仕様一覧表」『日本建設機械要覧1968年版』日本建設機械化協会、1968年、82-83頁
- 標準仕様であり注文に応じて変更化

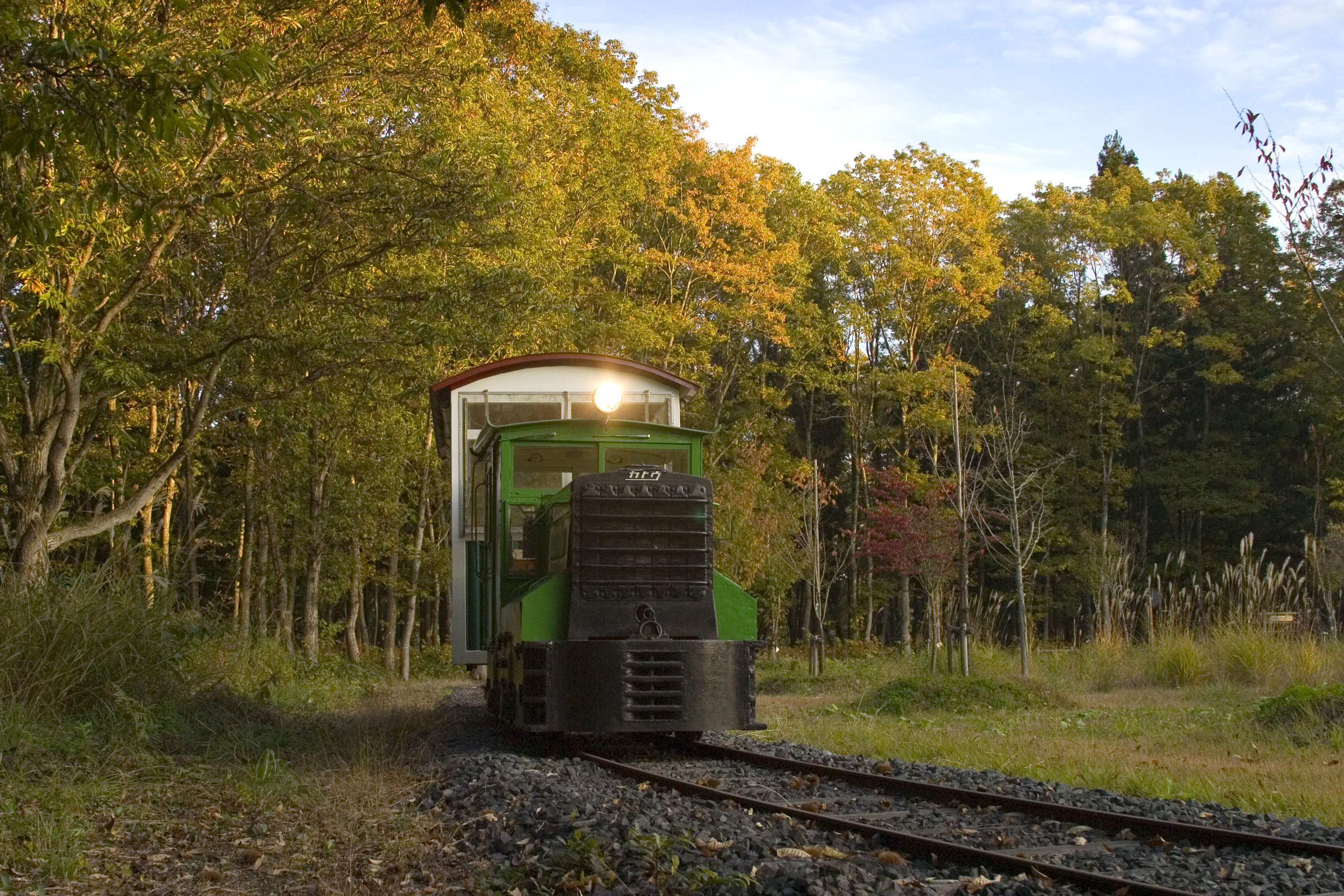
梅里苑の森林を駆け抜ける4.8ｔディーゼル機関車
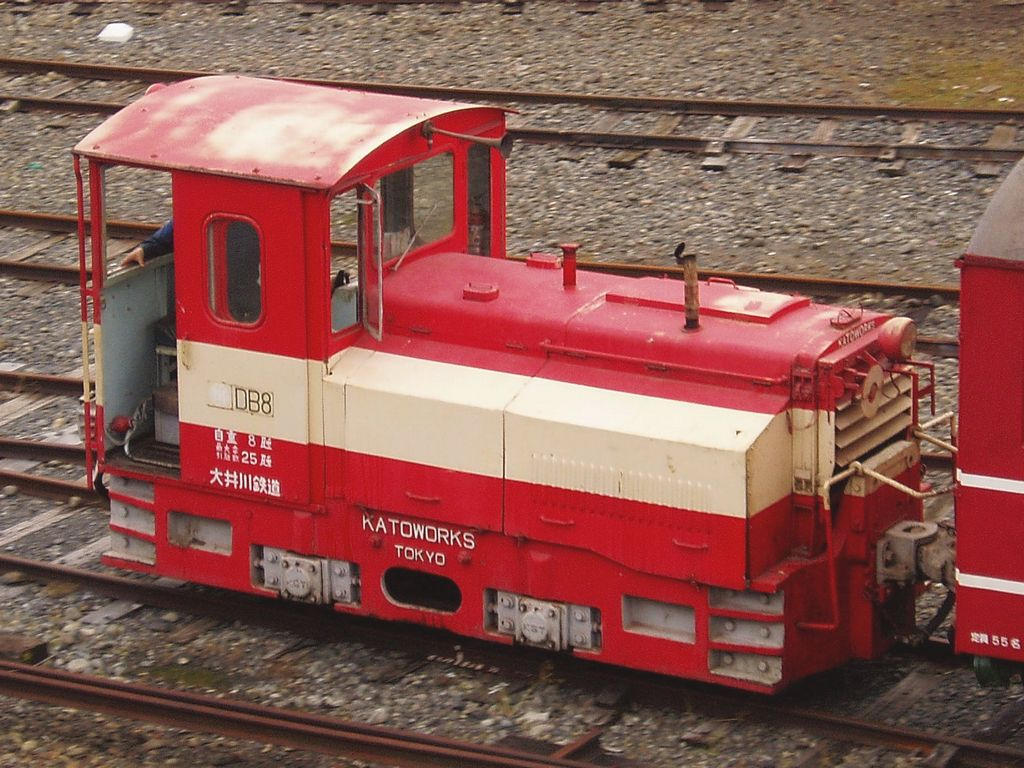
大井川鐵道DB8（1952年製）
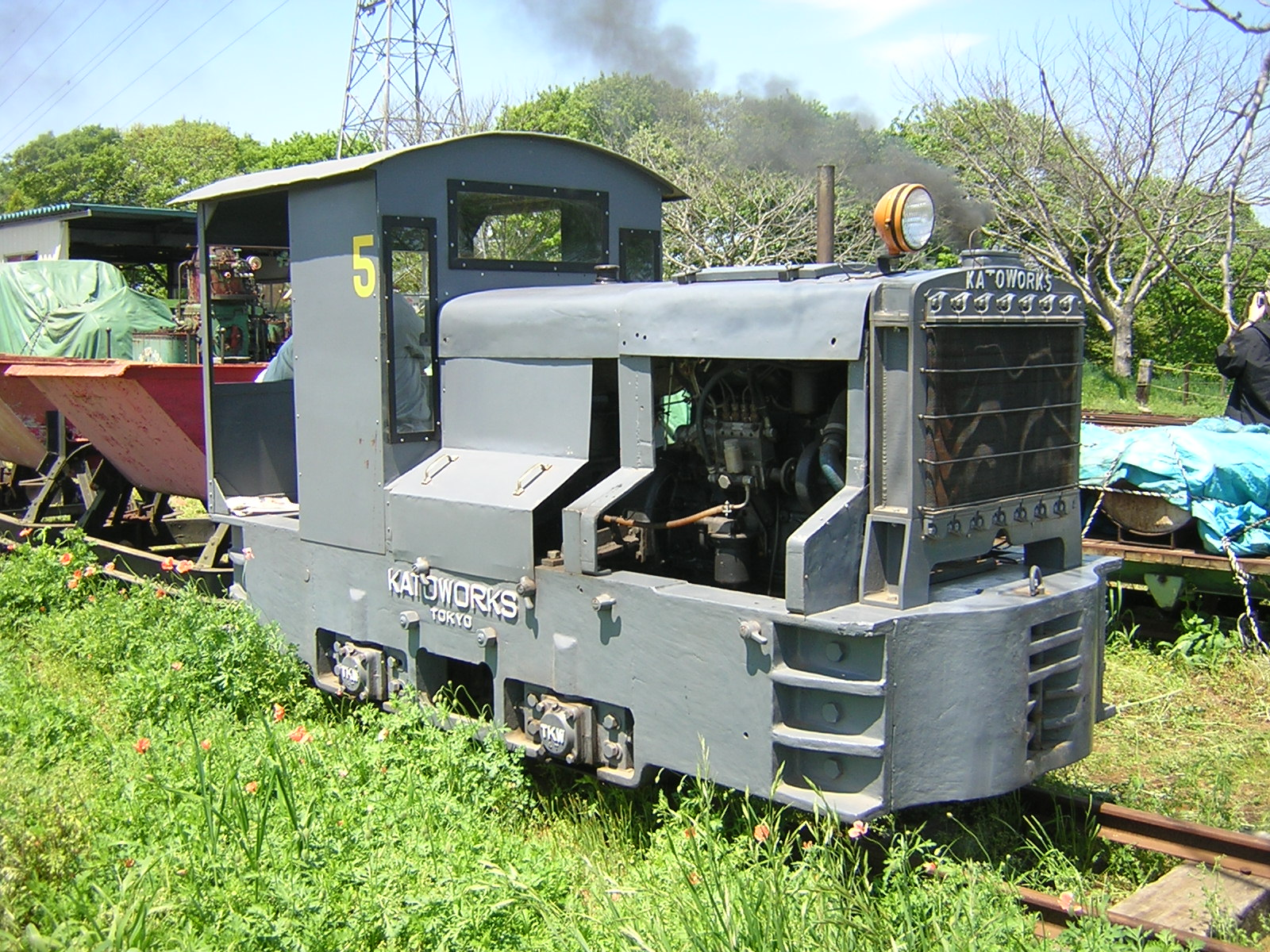
羅須地人鉄道協会まきば線で保存中の5号機
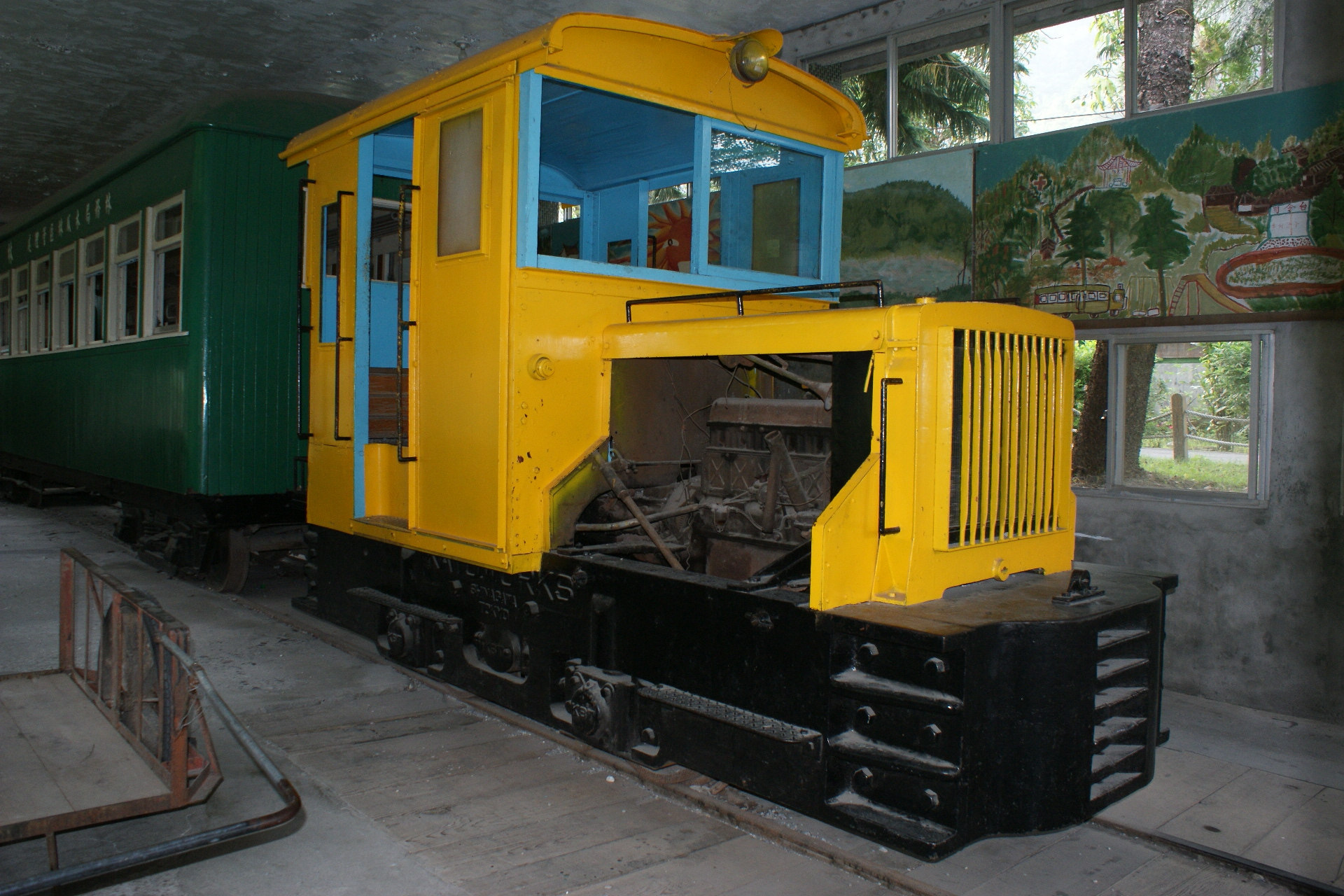
台湾林田山林業文化園区の保存機
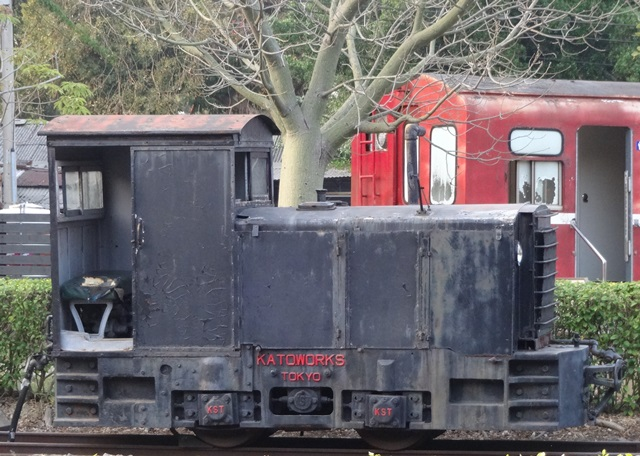
1926年製B型7噸機関車（台湾嘉義市阿里山森林鐵路車庫園區展示）

## 主要製品
現在扱っているもの
- 荷役機械　
  - ラフテレンクレーン（商品名：Roughter＜ラフター＞）- 現在の主力製品。4.9tから75 t吊までラインナップされている。
  - オルテレンクレーン（商品名：Allterr＜オルター＞）- 現在はクレーン部分だけでなく、キャリア部分も自社で設計。400t吊までラインナップされている。
  - 車両積載形トラッククレーン（商品名：トラック積載型クレーン）- 但し、自社生産ではなく古河ユニックからOEM供給を受けている。そのため、製造銘板（コーションプレート）は古河ユニックのロゴマークが表記されており、「発売元 株式会社加藤製作所」と書かれたステッカーが貼られている。
- 建設機械
  - 全油圧式パワーショベル（商品名：REGZAM）- 主力製品。最近ではショートリーチを使用した建物解体機にも力を入れている。
  - 基礎工事用アースドリル
- 産業機械
  - 真空吸込式路面清掃車
  - 万能吸引車（商品名：MultiVac）
  - スノースイーパー
- 林業機械
  - フォワーダ - 搬出作業用高性能林業機械

加藤製作所は「ラフター」、「オルター」をそれぞれラフテレンクレーン（ラフテレーンクレーン）、オルテレンクレーン（オールテレーンクレーン）の商標として登録している。「ラフター」呼称は日本では普通名称化されるほど普及し、他メーカーの「ラフテレンクレーン」が「ラフタークレーン」などと紹介される。
現在、日本ではトラッククレーンの販売を行っていないが、海外では行われている。
日野自動車によるエンジン不正問題により、2022年8月より日野製エンジンを搭載する機種の受注を停止している。リコールなどに関しては日野と協議するとしている。

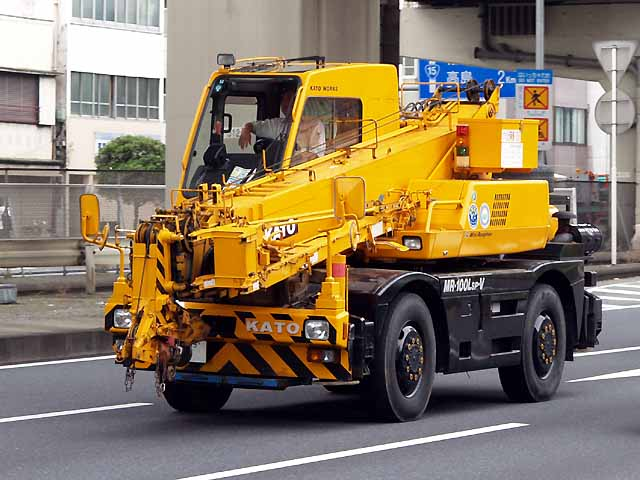
ラフテレーンクレーン MR-100LSP-V
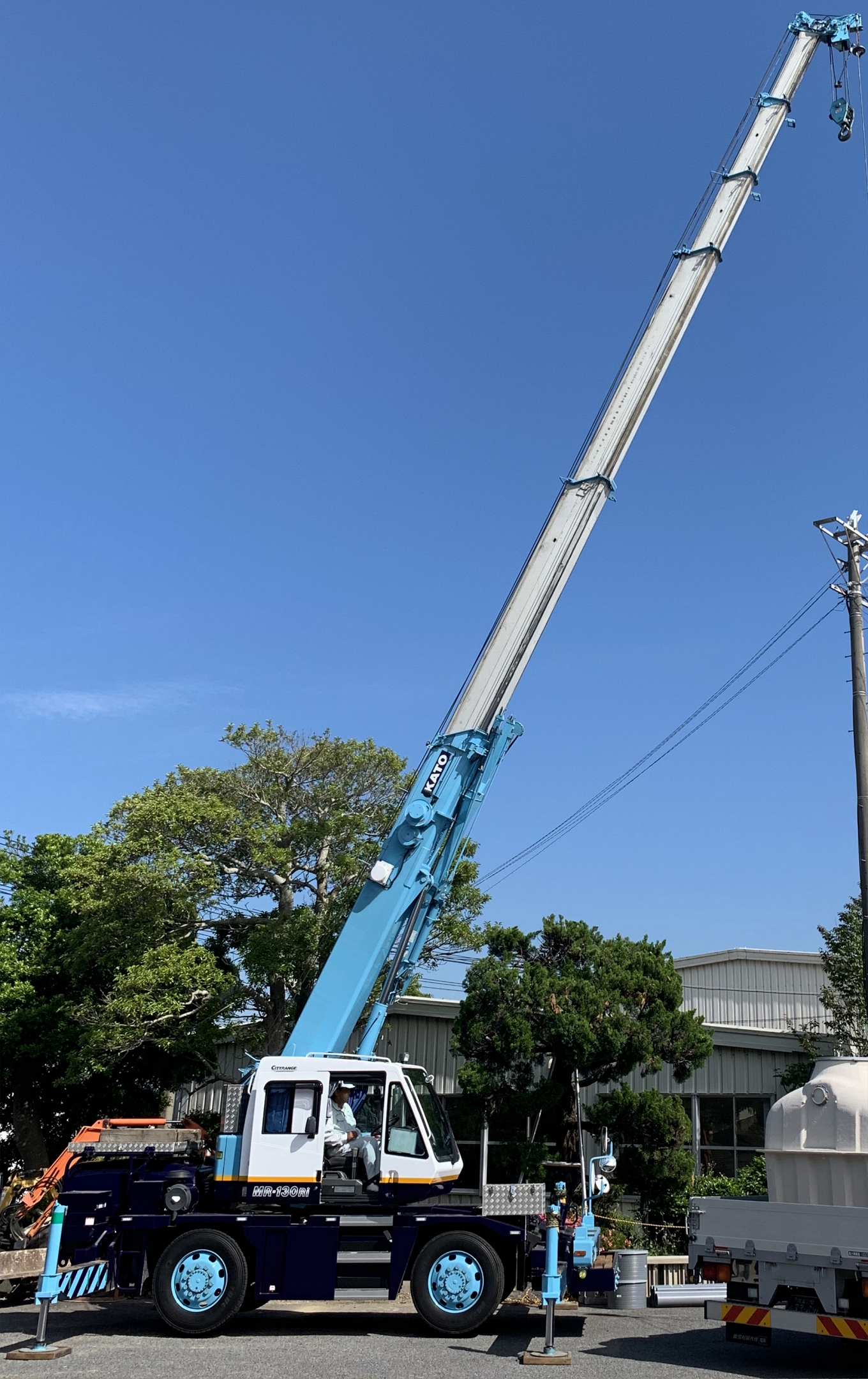
ラフテレーンクレーン MR-130Ri
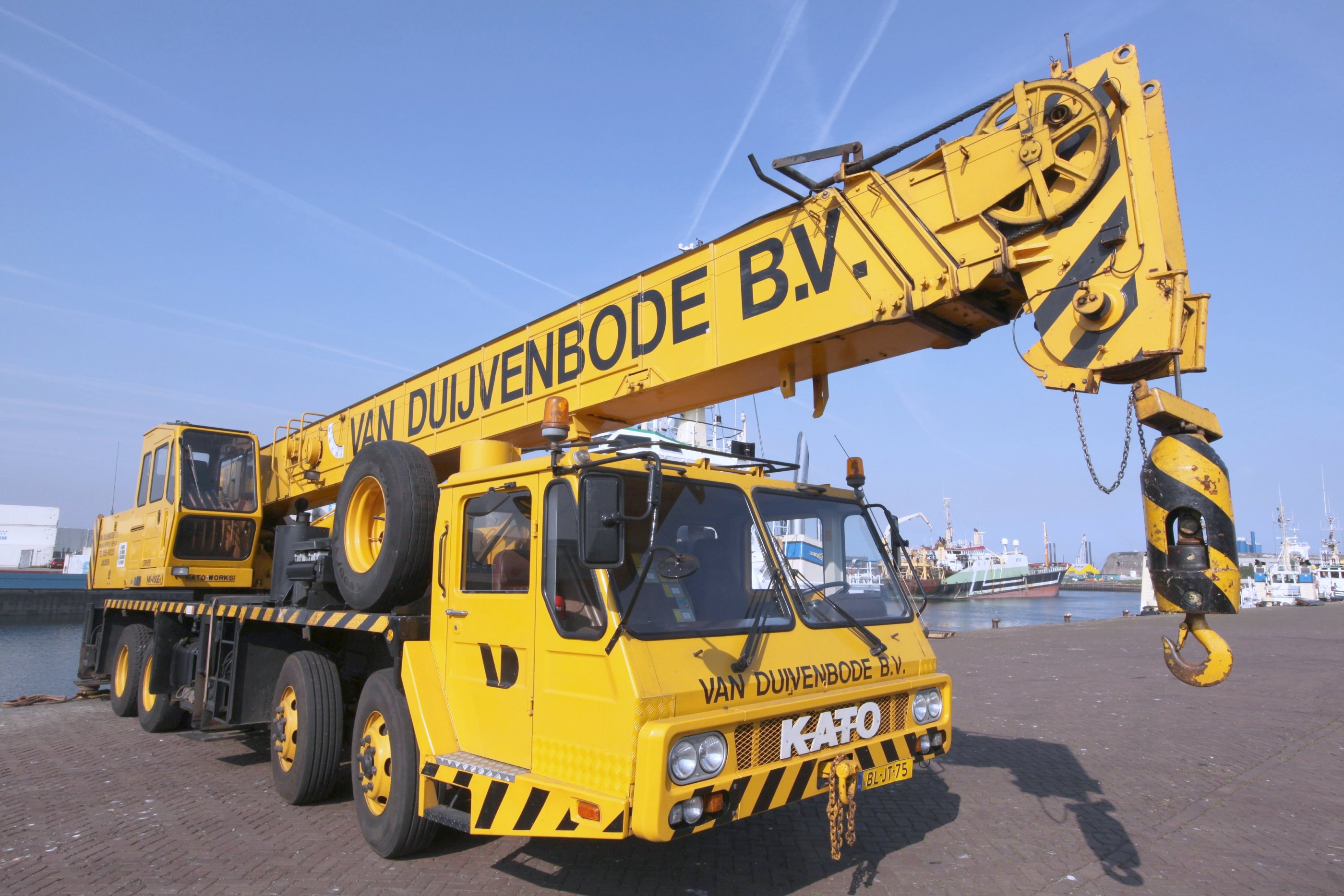
トラッククレーン NK400E
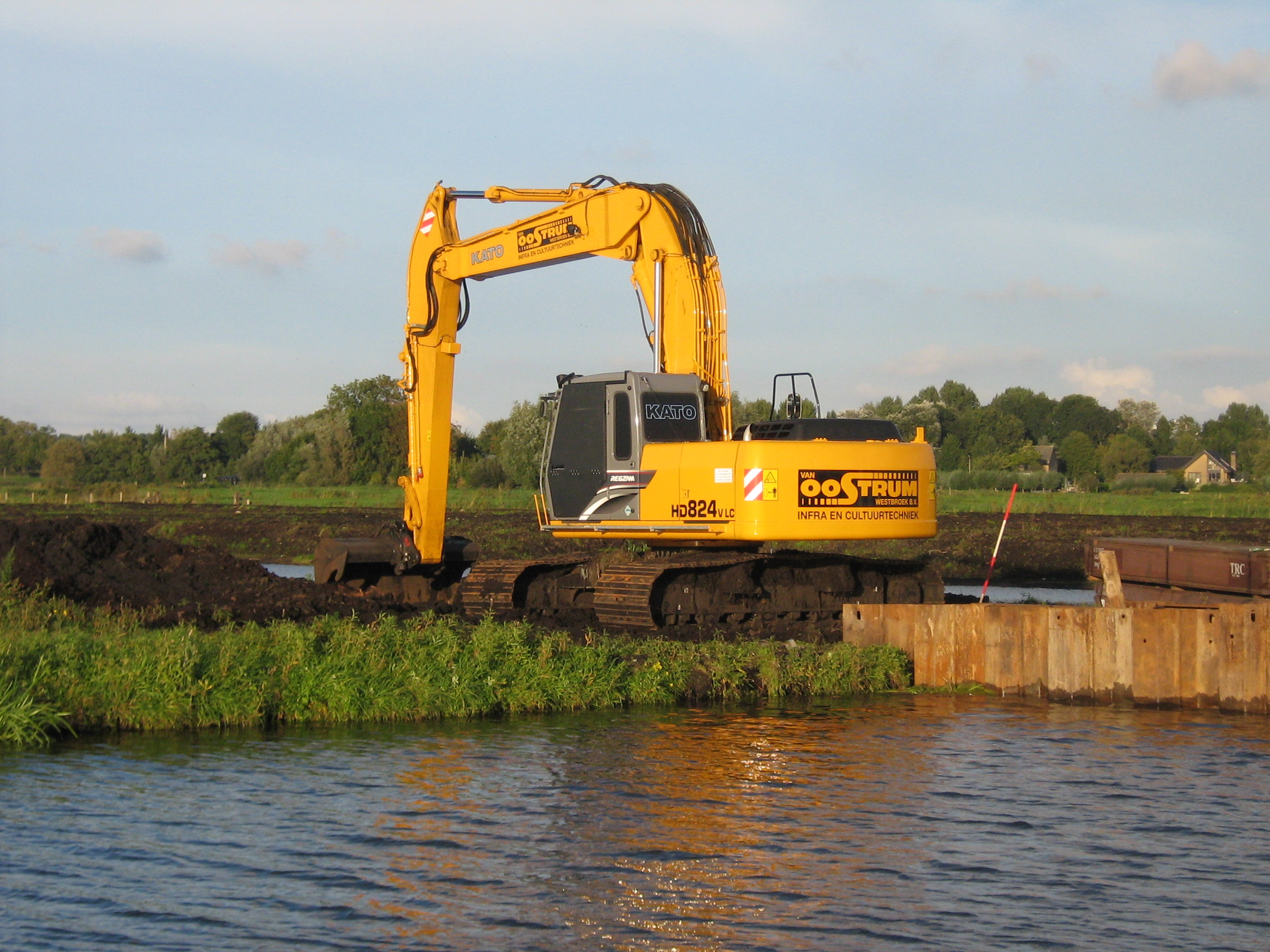
パワーショベル HD824

## 過去に扱っていた製品
主に建設機械、荷役機械、産業機械について（内燃機関車は前項参照）
- トラッククレーン（ラチスブームタイプ・35t吊りまで）
- ヒアブクレーン（HIAB社のモデルを販売していた）
- モビルクレーン
- クローラークレーン（テレスコピックブームタイプ、ラチスブームタイプ）
- リバースサーキュレーションドリル
- ペーパードレーン機（ベルギー、ピオフランキー社と技術提携）
- ロードローラー
- アスファルトフィニッシャー
- トラクター（クローラータイプ、ホイールタイプ）
- EXTEC社製の環境リサイクル機械
- バックホーローダー（エキスカローダー）
- ロータリースクーパ（隧道掘削機）
- 水陸両用車（ドラゴン）

など